# 馬卡列
27°12′S 59°17′W / 27.200°S 59.283°W

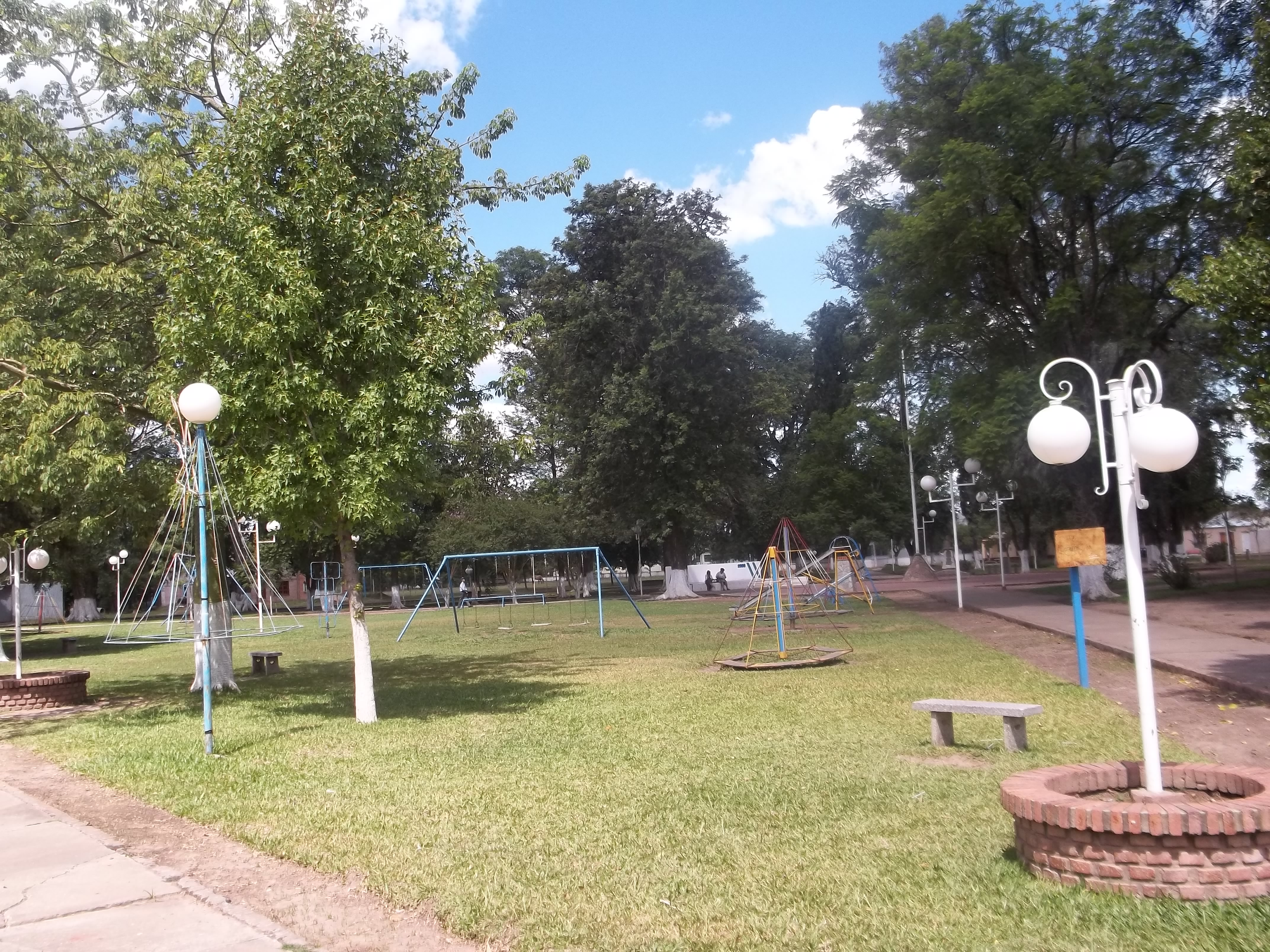
馬卡列

馬卡列（西班牙語：Makallé），是阿根廷的城鎮，位於該國北部查科省，是多諾萬將軍縣的首府，接連雷西斯滕西亞和薩爾塔之間的鐵路途經該鎮，始建於1888年3月8日，海拔高度55米，2001年人口3,812。